# Estación de La Presa
La Presa es una estación de la línea 9 de Metrovalencia. Se ubica en la calle Polígono 3 (Partida El Collado) en Manises. Antiguamente esta estación prestaba servicio de cercanías en la línea C-4, sin embargo en marzo de 2005 este servicio se suspendió y el aquel entonces apeadero fue reformado y habilitado para Metrovalencia, añadiendo un andén y una vía de más y mejorando el acceso a las instalaciones.
Hay un parking destinado al estacionamiento de vehículos junto a la estación.